# Schmid von Grüneck (Malans)
Die Schmid von Grüneck zu Malans sind ein im Aussterben begriffenes, ab Beginn des 16. Jahrhunderts in Malans ansässig gewesenes Ämter- und Adelsgeschlecht des Freistaats der Drei Bünde, das ununterbrochen in Rat und Gerichten vertreten war und unter anderen mit Peter († zirka 1700), Johann Jacob († vor 1721), Peter († 1780) und Friedrich († 1800) mehrere Podestaten zu Teglio und Offiziere in holländischen Diensten stellte. 
Letztgenannter Friedrich war Inhaber des 1695 errichteten Bündner Regiments Schmid von Grüneck. Die Familie ist weder mit den ausgestorbenen adeligen Schmid von Grüneck von Ilanz noch den nicht adeligen Schmid von Grüneck zu Bubretsch aus Sumvitg stammesverwandt. Auch nicht zu verwechseln ist sie mit einer Churer Familie, die sich ebenfalls Schmid von Grüneck schrieb. Ab dem 19. Jahrhundert büsste sie an Einfluss ein und ist seither auf wenige Angehörige geschrumpft, die alle vom Bannerherrn und Gerichtsschreiber Nicolaus († 1836) abstammen und heute vornehmlich in der Westschweiz und Spanien niedergelassen sind. Seit den Verboten von 1794 und 1803 nennen sie sich in der Amtssprache Schmid.